# Clement Smoot
Clement Eyer Smoot (* 7. April 1884 in Highland Park, Illinois; † 19. Januar 1963 ebenda) war ein US-amerikanischer Golfer.

## Biografie
Clement Smoot spielte Golf im Exmoor Country Club. Bei den Olympischen Spielen 1904 in St. Louis wurde er mit der Western Golf Association im Mannschaftswettkampf Olympiasieger. Im Einzel hingegen schied er in der ersten Runde gegen William Stickney aus.
Ein Jahr später nahm er am US Amateur teil, schied jedoch auch hier in der ersten Runde bereits aus. 
Smoot war ein erfolgreicher Geschäftsmann. Er gründete die Smoot-Holman Electrical Company, die sich auf Industriebeleuchtung spezialisiert hatte.